# Супханбурі (футбольний клуб)
Супханбурі (тайська: สโมสรฟุตบอลจังหวัดสุพรรณบุรี) — тайський футбольний клуб з однойменного міста, заснований 1998 року.

## Історія клуб
Команда була заснована в 1998 році й увійшла до складу Провінційної ліги. У першому чемпіонаті в 1999 році, клуб зайняв 2-ге місце, а згодом двічі (у 2002 і 2004 роках) займали 1-ше місце на турнірі.
У 2005 році клуб зайняв 2-ге місце в другому дивізіоні країни і вперше в історії вийшов до тайської Прем'єр-ліги. Однак у дебютному сезоні команда виступила вкрай невдало, зайнявши останнє 12-те місце, але через розширення ліги команді вдалося уникнути вильоту. Однак вже в наступному сезоні команда стала 13-ю і все ж покинула елітний дивізіон.
До вищої ліги команда повернулася лише на сезон 2013 року і цього разу «Супханбурі» вдалося закріпитись в еліті, зайнявши з першої спроби 4-те місце, а у 2015 році ставши бронзовим призером чемпіонату. Цей результат дав команді можливість дебютувати у Лізі чемпіонів АФК, втім клуб не отримав ліцензування від АФК і його на турнірі замінила четверта команда Таїлінду «Чонбурі».

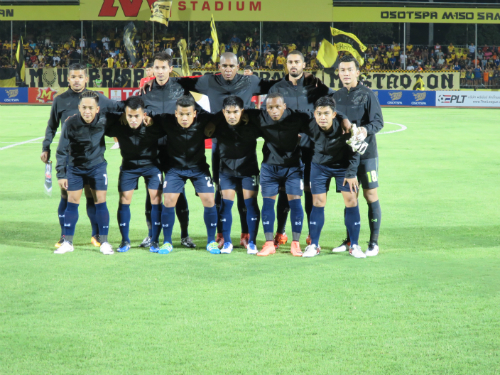
Супханбурі у 2016 році

## Статистика за сезоном
| Сезон | Ліга       | Ліга | Ліга | Ліга | Ліга | Ліга | Ліга | Ліга | Ліга | Кубок Таїланду | Кубок ліги | Кубок королеви | Кубок короля | Ліга чемпіонів АФК | Найкращий бомбардир | Найкращий бомбардир |
| Сезон | Дивізіон   | І    | В    | Н    | П    | ГЗ   | ГП   | О    | М    | Кубок Таїланду | Кубок ліги | Кубок королеви | Кубок короля | Ліга чемпіонів АФК | Ім'я                | Голів               |
| ----- | ---------- | ---- | ---- | ---- | ---- | ---- | ---- | ---- | ---- | -------------- | ---------- | -------------- | ------------ | ------------------ | ------------------- | ------------------- |
| 2006  | TPL (І)    | 22   | 4    | 4    | 14   | 18   | 34   | 16   | 12   | –              | –          | Н/Д            | –            | –                  | Тонгчай Ратчай      | 8                   |
| 2007  | TPL (І)    | 30   | 9    | 8    | 13   | 37   | 45   | 35   | 13   | –              | –          | –              | –            | –                  | Маніт Нойвеч        | 10                  |
| 2008  | DIV 1 (ІІ) | 30   | 11   | 8    | 11   | 48   | 47   | 41   | 7    | –              | –          | –              | –            | –                  | Мусса Сілла         | 17                  |
| 2009  | DIV 1 (ІІ) | 30   | 9    | 6    | 15   | 40   | 50   | 33   | 12   | –              | –          | Плей-оф        | –            | –                  | Банча Ін-То         | 7                   |
| 2010  | DIV 1 (ІІ) | 30   | 5    | 8    | 17   | 31   | 53   | 23   | 15   | Р3             | Р1         | –              | –            | –                  | Н/Д                 | Н/Д                 |
| 2011  | DIV 1 (ІІ) | 34   | 10   | 14   | 10   | 40   | 37   | 44   | 10   | Р2             | Р3         | –              | –            | –                  | Пічет Ін-банг       | 9                   |
| 2012  | DIV 1 (ІІ) | 34   | 23   | 6    | 5    | 58   | 17   | 75   | 2    | 1/4            | Р3         | –              | –            | –                  | Піпат Тонканья      | 15                  |
| 2013  | TPL (І)    | 32   | 14   | 9    | 9    | 40   | 31   | 51   | 4    | Р3             | Р2         | –              | –            | –                  | Драган Бошкович     | 10                  |
| 2014  | TPL (І)    | 38   | 17   | 8    | 13   | 55   | 49   | 59   | 6    | 1/2            | Р2         | –              | –            | –                  | Бйорн Ліндеману     | 18                  |
| 2015  | TPL (І)    | 34   | 16   | 11   | 7    | 60   | 39   | 59   | 3    | Р3             | Р2         | –              | –            | –                  | Сержіо ван Дейк     | 14                  |
| 2016  | TL (І)     | 31   | 10   | 8    | 13   | 33   | 35   | 38   | 10   | 1/4            | Р2         | –              | –            | –                  | Деллаторре          | 10                  |
| 2017  | T1 (І)     | 34   | 11   | 10   | 13   | 52   | 58   | 43   | 11   | 1/4            | Р1         | –              | –            | –                  | Деллаторре          | 14                  |
| 2018  | T1 (І)     | 34   | 11   | 13   | 10   | 43   | 35   | 46   | 10   | Р1             | Р2         | –              | –            | –                  | Rômulo              | 10                  |

## Тренери
| Ім'я                     | З                 | По                |
| ------------------------ | ----------------- | ----------------- |
| Ворравут Срімака         | Грудень 2011      | 29 жовтня 2012    |
| Пхайонг Кхуннаен         | Січень 2013       | Грудень 2013      |
| Алешандре Пелкінг        | 2 січня 2014      | 12 травня 2014    |
| Адебайо Гбадебо (в.о.)   | 13 травня 2014    | 7 червня 2014     |
| Велізар Попов            | 8 червня 2014     | 24 листопада 2014 |
| Сержіо Фаріас            | 18 грудня 2014    | 13 серпня 2015    |
| Ворравут Срімака (в.о.)  | 13 серпня 2015    | 13 грудня 2015    |
| Сержіо Апаресідо         | 6 січня 2016      | 22 березня 2016   |
| Рікардо Родрігес         | 22 березня 2016   | 28 червня 2016    |
| Сержіо Фаріас            | 4 липня 2016      | 16 квітня 2017    |
| Ворравут Срімака (в.о.)  | 16 квітня 2017    | 21 травня 2017    |
| Адебайо Гбадебо          | 22 травня 2017    | 24 червня 2018    |
| Пайрой Борвонватанаділок | 29 червня 2018    | 11 жовтня 2018    |
| Таван Сріпан             | 12 листопада 2018 |                   |